# Cerny-Kultur
Die Cerny-Kultur (französisch La Culture de Cerny) ist eine neolithische Kultur in Frankreich (2. Hälfte des 5. Jahrtausends v. Chr.) die speziell im Pariser Becken verbreitet war. Sie wird durch den Bau von Einhegungen vom Typ Passy, monumentalen Erdhügeln gekennzeichnet. Sie verdankt ihren Namen dem Gelände des "Parc aux Oxen" in Cerny im Département Essonne. 

## Wichtige Fundorte
- Réaudins, Balloy, Département Seine-et-Marne, an der Mündung der Yonne in die Seine[1].
- Escolives-Sainte-Camille, Département Yonne
- Les Sablons, Gron, Département Yonne[2].
- La Sabliere, Passy-Richebourg, Département Yonne[3].
- Noue Fenard, Vignely, Département Seine-et-Marne
- Porte aux Bergers, Vignely, Département Seine-et-Marne
- Die 20 ha große Nekropole von Fleury-sur-Orne ist eine neolithische Ausgrabungsstätte von 12 bis zu 350 m langen Tumuli in Fleury-sur-Orne, südlich von Caen in der Normandie.